# Ouled M'barek
Pour les articles homonymes, voir M’Barek.
Oulad M'barek (en arabe : أولاد امبارك) est une ville du Maroc. Elle est située dans la région Béni Mellal-Khénifra.